# Povo Que Lavas no Rio
Povo que lavas no rio é uma canção portuguesa, um fado, com letra do poeta Pedro Homem de Mello, interpretada originalmente por Amália Rodrigues com música de Joaquim Campos.

## Versões
Com o avançar dos tempos, e ainda antes do falecimento de Amália, surgem novas versões como a de António Variações, que tinha Amália como um dos seus maiores ídolos e cantou este tema no lado B do single "Estou Além" na forma de uma homenagem, e depois a de Dulce Pontes. Em 2004, a canção integra o alinhamento do DVD Live in London de Mariza, que alcança a platina em Portugal.
Já em 2007, integra a banda sonora do início da novela Duas Caras, da TV Globo, tema de Sérgio Viotti, cujo personagem se suicidou ao som desta música.

## Outros intérpretes
- António Variações
- Cidália Moreira
- Dulce Pontes
- Mariza
- Mafalda Arnauth
- José Cid
- José Perdigão
- Tuna Universitária do Instituto Superior Técnico